# Wrszowcy

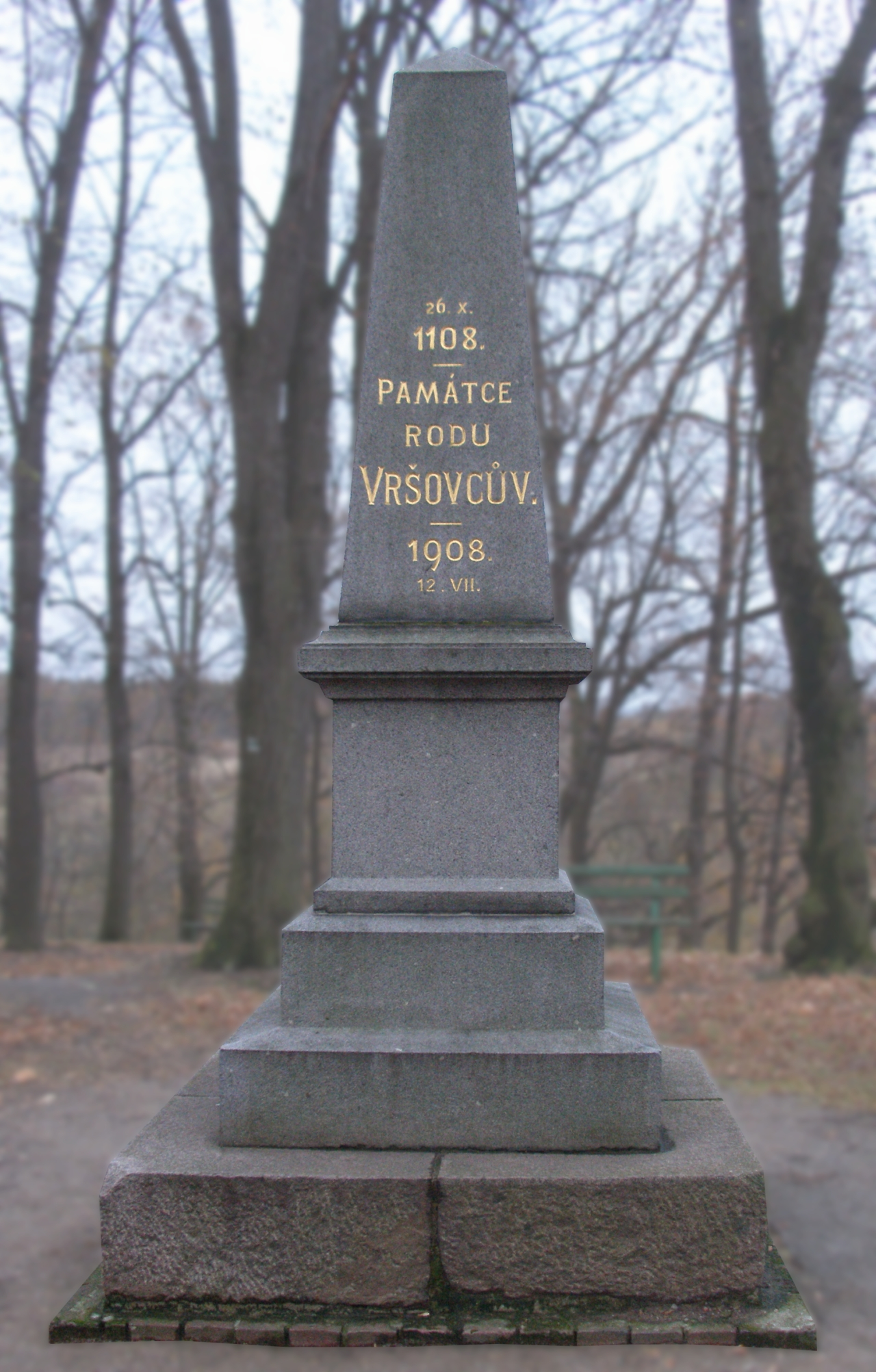
Vraclav (Czechy), pomnik Wrszowców

Wrszowcy, Werszowcy (łac. Vrsines, cz. Vršovci) – czeski ród możnowładczy o początkach historii w X–XII wieku. Posiadali swe domeny w północnych Czechach wokół Žatca i Litomierzyc, będąc drugim pod względem znaczenia rodem w kraju po tronujących Przemyślidach i kontestujących ich Sławnikowicach.

## Dzieje
W 28 września 995 r. wspomagali Bolesława II Pobożnego, księcia Czech z dynastii Przemyślidów w najeździe na Libice i wyniszczeniu Sławnikowiców, prawdopodobnie w zemście za rzucenie na nich klątwy przez świętego Wojciecha. Wiele wskazuje, że przejęli po ofiarach Libice. 
Początkowo związani i skoligaceni z Przemyślidami, wraz ze wzrostem potęgi swego rodu zaczęli z nimi rywalizować. Sprzymierzeni z młodszymi braćmi księcia Bolesława III Rudego doprowadzili do usunięcia go z tronu w 1003 roku, co sprowokowało interwencję w Czechach Bolesława Chrobrego. Część rodu została wymordowana przez przywróconego na tron Rudego, część jednak utrzymała wysokie stanowiska w państwie, być może dlatego, że z rodu Wrszowców pochodziła żona księcia.
Do ponownej eskalacji waśni doszło po zjednoczeniu Czech przez Brzetysława II, który wypędził przywódców rodu. Spiskując doprowadzili oni do zamordowania Brzetysława w 1100 r. 
Upadek rodu w Czechach nastąpił w 1108 r., po konspiracyjnym spotkaniu na zamku Vraclav, gdy Świętopełk II wygubił pozostałych Wrszowców za rzekomą zdradę.
O historii rodu Wrszowców pisał Kosmas z Pragi w swojej Chronica Boëmorum.

### Związki z Polską
Niedobitki z pogromu Świętopełka uchodziły na Śląsk i na Węgry, stamtąd na Mazowsze. Prawdopodobnie dali początek niektórym polskim rodom o herbach:
- Oksza[1],
- Rawicz[1][a].